# Julie Debever
Julie Martine Debever (Marcq-en-Barœul, 18 de abril de 1988) es una futbolista francesa que juega como defensora del FC Fleury 91 en la Division 1 de Francia. Es parte del equipo nacional de fútbol femenino de Francia y ha sido convocada para la Copa Mundial Femenina de la FIFA 2019 .

## Clubes
| Club                         | País    | Año           |
| ---------------------------- | ------- | ------------- |
| FC La Chapelle d'Armentières | Francia | 2001          |
| FCF Hénin-Beaumont           | Francia | 2002-2011     |
| Juvisy FCF                   | Francia | 2011-2012     |
| Saint-Etienne                | Francia | 2012-2015     |
| Guingamp                     | Francia | 2015-2019     |
| Inter Milan                  | Italia  | 2019-2021     |
| Fleury 91                    | Francia | 2021-presente |

## Vida personal
Es pareja de la exfutboilista italiana Regina Baresi.